# Nínox de Cebu
El nínox de Cebú (Ninox rumseyi) és una espècie d'ocell de la família dels estrígids (Strigidae). Habita la selva humida des l'illa de Cebu, a les Filipines. El seu estat de conservació es considera en perill d'extinció.
És una espècie recentment descrita, arran dels treballs de Rasmussen et al. 2012.